# Reise, Reise
Reise, Reise è il quarto album in studio del gruppo musicale tedesco Rammstein, pubblicato il 27 settembre 2004 dalla Motor Music e dalla Republic Records.

## Descrizione
Quest'album è caratterizzato da sonorità diverse da quelle dei lavori precedenti. Sebbene il titolo possa essere tradotto, in prima approssimazione, come Viaggiare, viaggiare, in realtà esso va inteso come Alzati, alzati. Infatti, la canzone che dà il titolo all'album riprende un vecchio grido tipicamente utilizzato dai marinai per svegliare i propri compagni: Reise, reise, Seemann, reise, ossia Alzati, alzati, marinaio, alzati.
La copertina del disco raffigura una scatola nera danneggiata recante la scritta «Flugrekorder, nicht öffnen» (Registrazione di volo, non aprire), chiaro riferimento alla terza traccia Dalai Lama, che parla di un incidente aereo. La catastrofe che spinse i Rammstein a realizzare questa copertina fu quella del Volo Japan Airlines 123, che avvenne il 12 agosto 1985, quando un Boeing 747 giapponese partì dall'Aeroporto Internazionale di Tokyo, per poi schiantarsi 30 minuti dopo il decollo contro una montagna, portando alla morte di 520 persone tra equipaggio e passeggeri e lasciando solo quattro superstiti. Curiosamente, il gruppo ha inserito la registrazione degli ultimi 40 secondi del come pregap di Reise, Reise, nella versione inglese ed europea del disco (mentre nella versione statunitense il brano parte proprio con questa registrazione).

## Tracce
Testi di Till Lindemann, musiche di Rammstein, tuttavia di seguito sono indicati gli effettivi autori delle musiche.
1. Reise, Reise – 4:48 (musica: Christian Lorenz)
2. Mein Teil – 4:33 (musica: Paul Landers, Christian Lorenz)
3. Dalai Lama – 5:39 (musica: Richard Kruspe, Christian Lorenz)
4. Keine Lust – 3:43 (musica: Richard Kruspe, Christian Lorenz, Oliver Riedel)
5. Los – 4:24 (musica: Christoph Schneider, Christian Lorenz)
6. Amerika – 3:47 (musica: Christian Lorenz, Till Lindemann, Richard Kruspe)
7. Moskau – 4:17 (musica: Richard Kruspe, Paul Landers)
8. Morgenstern – 4:00 (musica: Christian Lorenz, Richard Kruspe)
9. Stein um Stein – 3:53 (musica: Richard Kruspe)
10. Ohne dich – 4:32 (musica: Christian Lorenz)
11. Amour – 4:51 (musica: Christian Lorenz)

## Formazione
Gruppo
- Christoph Doom Schneider – batteria
- Doktor Christian Lorenz – tastiera
- Till Lindemann – voce
- Paul Landers – chitarra
- Richard Z. Kruspe-Bernstein – chitarra
- Oliver Riedel – basso

Altri musicisti
- Sven Helbig – arrangiamento strumenti ad arco (tracce 1 e 9), arrangiamento del coro (tracce 2, 6 e 8)
- Deutsches Filmorchester Babelsberg – orchestra (tracce 1, 9 e 10)
- Wolf Kerschek – direzione orchestra (tracce 1, 9 e 10)
- Michael Kaden – fisarmonica (tracce 1 e 7)
- Dresdner Kammerchoir – coro (tracce 2, 6 e 8)
- Andreas Pabst – direzione del coro (tracce 2, 6 e 8)
- Kinderchor Canzonetta – coro aggiuntivo (traccia 6)
- Viktoria Fersh – voce aggiuntiva (traccia 7)
- Olsen Involtini – arrangiamento strumenti ad arco (tracce 9 e 10)
- Bärbel Bühler – oboe (traccia 10)
- Köpenicker Zupforchester – mandolino (traccia 10)

Produzione
- Jacob Hellner – produzione
- Rammstein – produzione
- Ulf Kruckenberg – ingegneria del suono
- Florian Ammon – programmazione Logic e Pro Tools
- Stefan Glaumann – missaggio
- Howie Weinberg – mastering
- Michael Schubert – ingegneria orchestra e coro (tracce 1, 2, 6, 8-10)

## Classifiche
| Classifica (2004-23)       | Posizione massima |
| -------------------------- | ----------------- |
| Australia                  | 19                |
| Austria                    | 2                 |
| Belgio (Fiandre)           | 5                 |
| Belgio (Vallonia)          | 4                 |
| Danimarca                  | 3                 |
| Finlandia                  | 1                 |
| Francia                    | 3                 |
| Germania                   | 1                 |
| Italia                     | 35                |
| Lituania                   | 20                |
| Norvegia                   | 4                 |
| Nuova Zelanda              | 17                |
| Paesi Bassi                | 2                 |
| Polonia                    | 4                 |
| Portogallo                 | 6                 |
| Regno Unito                | 37                |
| Regno Unito (rock & metal) | 3                 |
| Stati Uniti                | 61                |
| Svezia                     | 2                 |
| Svizzera                   | 1                 |